# Theodor Eksandh
Per Gustaf Theodor Eksandh, född den 8 september 1858 i Nottebäcks socken, Kronobergs län, död den 31 oktober 1924 i Enköping, var en svensk jurist.
Eksandh blev student vid Lunds universitet 1879 och avlade examen till rättegångsverken 1884. Han blev vice häradshövding 1887 och häradshövding i Uppsala läns södra domsaga 1900. Eksandh blev riddare av Nordstjärneorden 1911. Han vilar på Norra begravningsplatsen utanför Stockholm.